# Petzelsdorf (Gemeinde Purgstall an der Erlauf)
Petzelsdorf ist eine Ortschaft und eine Katastralgemeinde der Gemeinde Purgstall an der Erlauf im Bezirk Scheibbs in Niederösterreich.

## Geschichte
Laut Adressbuch von Österreich waren im Jahr 1938 in der Ortsgemeinde Petzelsdorf ein Pferdehändler und mehrere Landwirte ansässig.

## Siedlungsentwicklung
Zum Jahreswechsel 1979/1980 befanden sich in der Katastralgemeinde Petzelsdorf insgesamt 129 Bauflächen mit 40.886 m² und 34 Gärten auf 83.782 m², 1989/1990 gab es 136 Bauflächen. 1999/2000 war die Zahl der Bauflächen auf 259 angewachsen und 2009/2010 bestanden 195 Gebäude auf 275 Bauflächen.

## Bodennutzung
Die Katastralgemeinde ist landwirtschaftlich geprägt. 603 Hektar wurden zum Jahreswechsel 1979/1980 landwirtschaftlich genutzt und 70 Hektar waren forstwirtschaftlich geführte Waldflächen. 1999/2000 wurde auf 594 Hektar Landwirtschaft betrieben und 78 Hektar waren als forstwirtschaftlich genutzte Flächen ausgewiesen. Ende 2018 waren 581 Hektar als landwirtschaftliche Flächen genutzt und Forstwirtschaft wurde auf 79 Hektar betrieben. Die durchschnittliche Bodenklimazahl von Petzelsdorf beträgt 44,3 (Stand 2010).